# バングヌ・ジャイアント・ラット
Uromys vikaは、哺乳綱齧歯目ネズミ科オオハダカオネズミ属に分類される齧歯類。

## 分布
ソロモン諸島（Vangunu島）
最終氷河期に陸続きとなっていたGatokae島やKolombangara島・New Georgia島といった他の島にも分布している可能性がある。

## 分類
種小名vikaは、Vangunu島で本種を指す呼称に由来する。
以前からニューギニア島やビスマルク諸島に分布するオオハダカオネズミ属の構成種が、ソロモン諸島にも分布する可能性が示唆されており、本種のものと思われる食痕などの痕跡も確認されていた。一方で住民への聞き取り調査では高齢の人では区別できる人はいたものの、特に若い世代間ではナンヨウネズミ（ソロモン諸島ではkutuと呼称される）やドブネズミと区別されていないことが多く調査が難航した。2015年に採取され模式標本となった個体は、伐採されたDillenia salomonensisの倒木の中から現れたが間もなく死亡した。保存用の薬品がなかったため一度石で埋められたものの、約10日後に掘り起こされ分解された軟組織を除く頭蓋骨や一部の骨格・体毛が回収された。2017年現在は模式標本となった個体以外は採集例がない。

## 人間との関係
分布が非常に限定的であるうえに、生息地での森林伐採が進められており影響が懸念されている。